# روسكو ك. مككولوك
روسكو ك. مككولوك (بالإنجليزية: Roscoe C. McCulloch)‏ هو محامي وسياسي أمريكي، ولد في 27 نوفمبر 1880 بميلزبورغ في الولايات المتحدة، وتوفي في 17 مارس 1958 بويست بالم بيتش في الولايات المتحدة. حزبياً، نشط في الحزب الجمهوري. وقد انتخب عضو مجلس النواب الأمريكي عن دائرة Ohio's 16th congressional district ‏ (4 مارس 1915 – 3 مارس 1921) وانتخب عضو مجلس الشيوخ الأمريكي (5 نوفمبر 1929 – 30 نوفمبر 1930).